# Fontaine Saint-Sylvestre
La fontaine Saint-Sylvestre est située à Plouzélambre en France.

## Localisation
L'oratoire est situé sur la commune de Plouzélambre, dans le département des Côtes-d'Armor en région Bretagne.

## Description
La fontaine proprement dite a la forme d'un petit oratoire rectangulaire dont la voûte en pierre est surmontée d'un crucifix à chaque extrémité. Les coins sont garnis de gargouilles. À l'intérieur de la fontaine se trouve la statue de Saint-Sylvestre en granit. Deux petits bassins se situent plus bas et reçoivent l'eau avant le grand bassin qui sert de lavoir. Ce grand bassin est entouré d'un mur avec assise à l'intérieur et deux escaliers pour y descendre, un de chaque côté. L'ensemble est en granit.

## Historique
La fontaine est classée au titre des monuments historiques par arrêté du 24 novembre 1930.